# Temple de Madrid

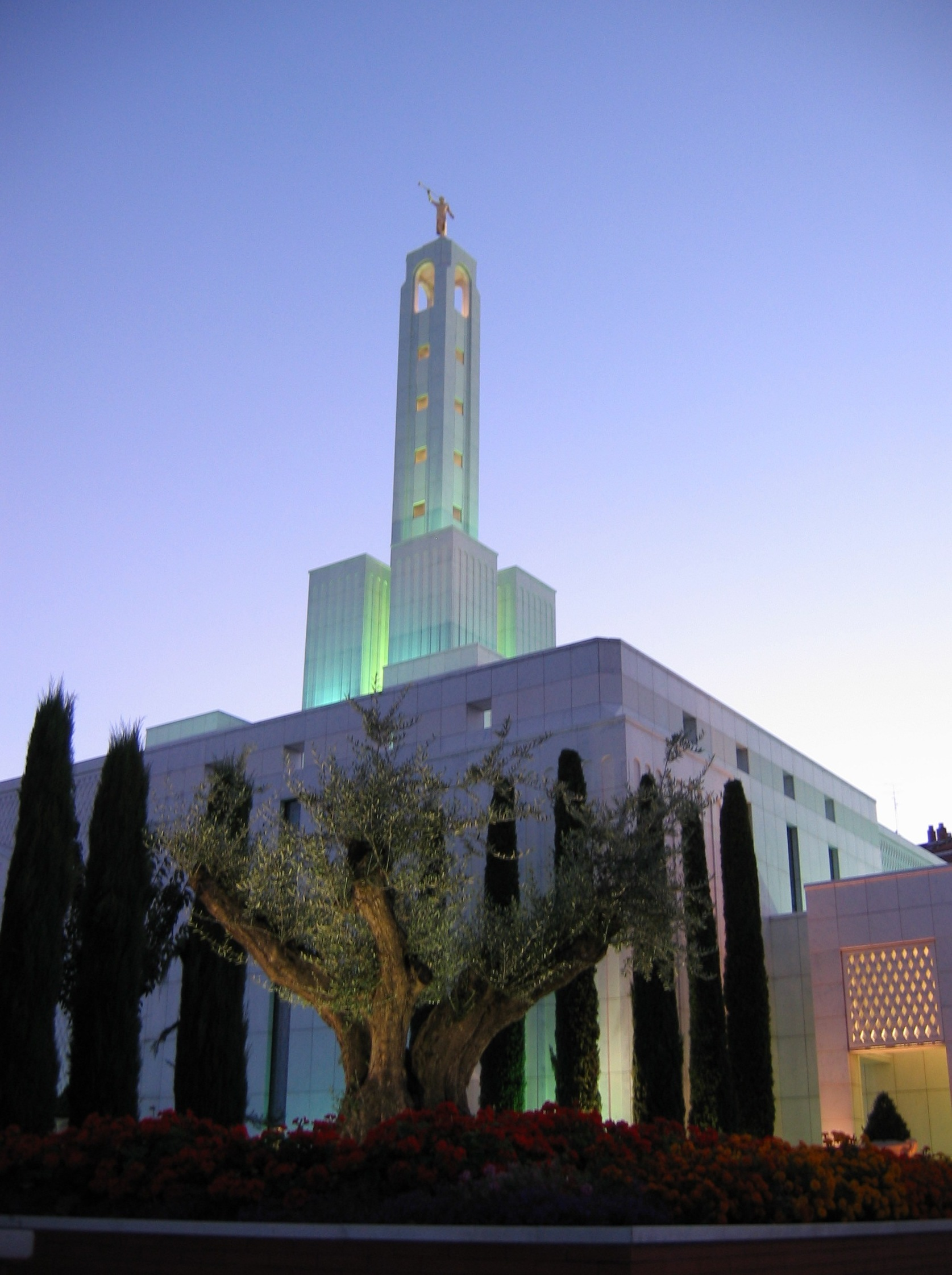
Temple de Madrid, ubicat a Moratalaz, un dels districtes de Madrid.

El Temple de Madrid, Espanya és un dels temples construïts i operats per l'Església de Jesucrist dels Sants dels Darrers Dies, el cinquanta-sisè construït per l'església i el primer de l'Estat espanyol, situat a la ciutat de Madrid (Espanya).

## Història
Els temples de l'Església de Jesucrist dels Sants dels Últims Dies són construïts amb la finalitat de proveir ordenances i cerimònies considerades sagrades per als seus membres i necessàries per a la salvació individual i l'exaltació familiar. La doctrina SUD dels temples té el seu origen en 1832, dos anys després de l'organització de l'església, quan el seu fundador i primer profeta Joseph Smith rebés una revelació divina en la qual el Senyor Jesús li referís el desig de la construcció de temples. En 1836 Smith i l'església van completar el temple de Kirtland, el primer temple SUD, a la ciutat de Kirtland, Ohio.
El proselitisme SUD va començar a Espanya després de la Primera Guerra Mundial per soldats nord-americans que residien al país. La llibertat de religió va ser legalitzada en 1967, i l'Església de Jesucrist dels Sants dels Últims Dies va ser reconeguda oficialment en aquest país a l'octubre de l'any següent. Per a la dedicació del temple a Madrid en 1999, l'església va reportar més de 30,000 persones batejades a l'Estat, congregats en estaques a Barcelona, Cadis, Elx, Hospitalet, Madrid i Sevilla.

## Dedicació
El temple SUD de la ciutat de Madrid va ser dedicat per a les seves activitats eclesiàstiques en deu sessions, del 19 al 21 de març de 1999, per Gordon B. Hinckley. Anterior a això, des del 20 de febrer-13 de març d'aquest mateix any, l'església va permetre un recorregut públic de les instal·lacions i de l'interior del temple, al que van assistir més de 100.000 persones, incloent Rei Juan Carlos i la Reina Sofia. El temple de Madrid cobreix una regió on viuen més de 80.000 membres batejats de l'església SUD a Espanya, Portugal i el sud de França. Recentment s'ha inclòs l'àrea de Sardenya fins que el temple que es planeja construir a Roma es conclogui.

## Característiques
Els temples de l'Església de Jesucrist dels Sants dels Últims Dies són construïts amb la finalitat de proveir ordenances i cerimònies considerades sagrades pels seus membres i per als quals són necessàries per a la salvació individual i l'exaltació familiar. El temple de Madrid té un total de 4,255 metres quadrats de construcció de 35 x 42 metres, compta amb quatre salons per a aquestes ordenances SUD i quatre salons de segellaments matrimonials. El temple és el centre d'un complex de més d'una hectàrea el qual contempla un Centre de Capacitació Missional, un institut de religió per a joves SUD, dormitoris per als visitants llunyans, un centre de distribució de materials de l'església, un Centre d'Història Familiar i estacionament subterrani.
La sala de recepció del temple de Madrid té una estàtua de Crist, modelatge de l'original de Bertel Thorvaldsen i tallat per l'empresa Lladró.